# Képviselőház (Csehország)
A Cseh Képviselőház (csehül Poslanecká sněmovna Parlamentu České republiky, a Cseh Köztársaság Parlamentjének Képviselőháza, rövidítve PSP vagy PSP ČR) a kétkamarás cseh parlament alsóháza. Székhelye a Thun Palota Prága Malá Strana városrészében.
A 200-fős Képviselőház tagjait pártlistás arányos képviseleti rendszerben, négy évre választják a cseh állampolgárok, közvetlen szavazáson. 2002 óta 14 választókerület van, amelyek megegyeznek a cseh közigazgatási régiókkal. A mandátumok elosztásában a D’Hondt-módszert használják.
Csehország kormánya elsődlegesen a Képviselőháznak felelős. A cseh miniszterelnök addig marad hatalomban, amíg biztosítani tudja a képviselők többségének a támogatását.

## A választhatóság és a választójog
Minden 18 évét betöltött cseh állampolgár jogosult a szavazásra, a legalább 21 évesek pedig választhatók. Az összeférhetetlenségek: képviselő nem lehet szenátor, cseh köztársasági elnök vagy bíró. A képviselő mandátuma a következő esetekben szűnik meg:
(1) Ha a megválasztott képviselő visszautasítja, hogy letegye az esküt, vagy feltételekkel teszi le
(2) Ha a mandátum időtartama lejár.
(3) Ha a képviselő lemond a mandátumról.
(4) Ha a képviselő megválaszthatóságának feltételi megszűnnek.
(5) Ha a Képviselőházat feloszlatják.
(6) Ha a képviselő olyan hivatalt foglal el, amely összeegyeztethetetlen a képviselői mandátummal.

## Külső hivatkozások
- Hivatalos weboldal  (csehül)
- Hivatalos weboldal  (angolul)

## További olvasmány
- Kolář, Petr, and Petr Valenta. The Parliament of the Czech Republic – the Chamber of Deputies. Prague : Published for the Office of the Chamber of Deputies of the Parliament of the Czech Republic by Ivan Král, 2009. ISBN 978-80-87324-01-1

## Fordítás
- Ez a szócikk részben vagy egészben  a   Chamber of Deputies of the Czech Republic című angol Wikipédia-szócikk ezen változatának fordításán alapul.  Az eredeti cikk szerkesztőit annak laptörténete sorolja fel. Ez a jelzés csupán a megfogalmazás eredetét és a szerzői jogokat jelzi, nem szolgál a cikkben szereplő információk forrásmegjelöléseként.